# Pandosia (Lucania)

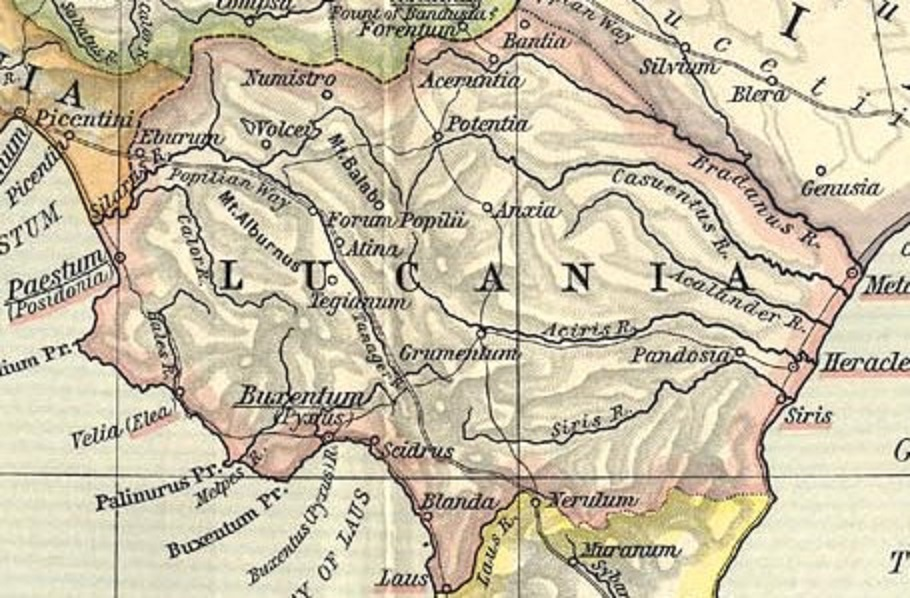
Mapa de la antigua Lucania donde se aprecia la situación aproximada de Pandosia, cerca de Heraclea.

Pandosia (en griego, Πανδοσία) fue una colonia griega de Magna Grecia. Estaba cerca de Heraclea de Lucania. Sus datos históricos a veces se confunden con los de otra ciudad llamada Pandosia de Magna Grecia que estaba en territorio de los brucios.
Eusebio de Cesarea señala que la fundación de Pandosia (aunque no se sabe a cuál de las dos Pandosias de la zona se refiere) fue contemporánea a la de Metaponto. 
Tanto Estrabón como Tito Livio mencionan que en Pandosia fue donde murió Alejandro el Moloso, en torno al año 330 a. C. Tito Livio menciona que se trataba de un lugar que se hallaba cerca de la frontera entre brutios y lucanos, por lo que se especula con cual de las dos Pandosias se refiere la noticia pero suele considerarse que es referente a la Pandosia de los brucios.
Es mencionada por Plutarco en la Vida de Pirro, en el marco de la Batalla de Heraclea, al relatar que Pirro de Epiro estableció su campamento en el terreno que estaba entre medio de Heraclea y Pandosia.
También se cita esta Pandosia en las llamadas Tablas de Heraclea.
Se ha sugerido que debe localizarse en Santa María de Anglona.